# Kanal
 For alternative betydninger, se Kanal (flertydig). (Se også artikler, som begynder med Kanal)
En kanal er en kunstig sejlbar vandrende. Kanaler er ofte lange smalle havnebassiner, der udgår fra et større havnebassin og enten ender blindt i land eller står i forbindelse med et andet eller samme havnebassin. De har på siderne kajmure eller bolværker og har måske også pakhuse og tjener i langt højere grad til losning og ladning af varer end til transport af dem. Hovedhensigten er at skaffe forøget bolværksplads. Desuden anvendes ordet undertiden om et naturligt vandløb som den Engelske Kanal.
Ordet kanal kommer fra latin canna, som betyder rør.

## Tekniske forhold
Skibsfartskanaler kendetegnes ved en række forhold:
1. De forbinder som regel to i forvejen sejlbare områder fx to have, en (eller flere) sø(er) med havet eller to floder, der udmunder i havet
2. Kanalen kan have en dybde og en bredde, der gør den sejlbar. Det lettes ved særligt indrettede, fladbundede fartøjer som hjuldampere, eventuelt med en slæbebåd der trækker pramme
3. Kanalen skal ofte overvinde højdeforskelle. Skibsfarten forudsætter, at vandspejlet er så godt som vandret. Skal en skibsfartskanal forbinde to vandveje i forskellig højde fx to floder eller en sø med en anden eller havet, må kanalen bestå af flere afsnit (kanalafdelinger), hvor hvert afsnit har vandspejlet i sin bestemte højde, og skibene bringes fra det ene afsnit til det andet fx slusekamre, idet slusen åbnes for at bringe vandstanden i to afsnit i samme højde og muliggøre sejladsen fra et afsnit til et andet
4. Skibenes størrelse spiller en rolle. Nogle skibsfartskanaler kan tjene til sejlads for havgående skibe og kaldes (især tidligere) søskibskanaler, i modsætning til kanaler, der alene tjener den indenlandske sejlskibstrafik, flodskibskanaler, og som kun befares af særegne pramlignende fartøjer. Ofte vil det være således, at samme skib ikke egner sig til begge slags sejlads. Søskibskanaler har altid større dybde end 3 m og forener ofte to have (fx Nord-Østersø-kanalen, Suez-kanalen, Panama-kanalen) eller en stor by med havet (Manchester-Liverpool-kanalen, kanalen gennem Frisches Haff fra Königsberg til Pillau); hyppigst består sådanne kanaler kun af eet afsnit, idet begge kanalens endepunkter ligger i samme højde og forsynes da kun med sluser, hvis vandstandsforskellene ved kanalens to ender kan blive så store, at en for kanalen farlig strøm kan opstå gennem den (fx Nord-Østersø-kanalen), men undertiden ligger kanalens ene endepunkt højere end dens andet, og den må i så fald have flere afsnit, der indbyrdes er adskilte ved det fornødne antal sluser (Manchester-Liverpool-kanalen, Trollhätte kanalen). Flodskibskanaler har altid en vanddybde mindre end 4 m, i almindelighed 2 à 3 m, og de er kun ganske undtagelsesvis niveaudelte, men enten enkeltgrenede kanaler (sådanne, hvor kanalen stiger fra den ene ende til den anden) eller to-grenede kanaler (sådanne, hvor kanalen fra begge ender stiger mod et mellemliggende højt punkt, som regel et vandskel)
5. Kanalens bredde skal være stabile og sikres mod nedbrydning (erodering). Dette kan fx ske ved hjælp af bolværk
6. Det skal sikres, at der altid er vanddybde nok til, at fartøjerne kan sejle i kanalen. Det betyder, at der må dog skaffes tilførsel af en vis mængde vand til kanalens forsyning, idet noget vand forsvinder ved fordampning, andet synker ned i undergrunden (uagtet omhyggelig tætning altid bør foretages på steder, hvor kanalen måtte vise særlig utæthed), og endelig benyttes der vand til skibenes passage gennem sluserne, idet kammeret i disse skiftevis fyldes og tømmes: dette sidste forbrug af vand vil på kanaler med stærk færdsel let få stor betydning. Det må altså gælde om at kunne tilføre kanalen den fornødne mængde vand, og dette bør for den væsentligste del tilføres i kanalens højest liggende del. Tilledningen sker oftest fra en tilledningskanal, der tager vand fra et vandløb, en højtliggende sø eller et kunstigt dannet vandreservoir. Reguleringen af det tilstrømmende vand sker ved en indledningssluse i tilledningskanalen
7. Ligger kanalen, så den får tilløb fra oplandet som følge af stærk nedbør, må den ofte for ikke at blive overfyldt med vand forsynes med særegne indretninger som frisluser, overfald eller særegne hæverter, der automatisk fjerner det overflødige vand.

### Sluser
Kanalens højest beliggende afsnit kaldes dens topafsnit eller topafdeling. Kanales længdeprofil bliver som regel trappe- eller etageagtig, hvor de enkelte trin, afsnit, adskilles ved sluser. Højdeforskellen mellem to på hinanden følgende afnits vandspejl kaldes slusefaldet. Det gøres sjældent større end 8 m (ved Panamakanalen har man dog lavet et slusefald af ca. 10 m), og det ligger i reglen mellem 2 à 3 m.

### Tværprofil
Kanalens tværprofil er trapezoidal. Kun hvor kanalen passerer klippebund, gøres den rektangulær; og af hensyn til modstandene mod kanalskibenes bevægelse må tværsnitsarealet mindst være 4 à 5 gange skibenes tværsnitsareal. Ligeledes er det også ønskeligt, at kanalen gøres så bred, at to skibe overalt kan passere hinanden; kan dette ikke ske, må der på passende steder dannes undvige- eller passagepladser.

### Trækveje og slæbebåde
Langs kanalens sider, helst på dem begge, anlægges en 3 à 4 m bred vej, den såkaldte trækvej, der benyttes dels til transport af de til kanalens vedligeholdelse fornødne materialer, dels til færdselsvej for de mennesker eller heste, der eventuelt trækker skibene ad kanalen, hvilken befordringsmåde ved ældre kanaler var den hyppigst benyttede bevægkraft, mens man ved kanaler anlagte omkring 1900 for at kunne konkurrere med jernbanerne mere og mere gik over til anvendelse af mekanisk bevægkraft fx ved at erstatte menneskers eller dyrs træk ved et lokomotiv, der kørte på skinner anbragte på trækvejen, men forsøgene var ikke tilfredsstillende. Fordelagtigere har det vist sig at lade skibene bevæge sig ved egen bevægkraft eller at bugsere dem efter en slæbedamper for sejl- og kanalskibes vedkommende, men også disse fremgangsmåder kan give anledning til vanskeligheder, idet den ved skibets eller slæbedamperens bevægelse fremkaldte uro i vandet kan ødelægge skråningerne, der må være særlig befæstede for at kunne modstå denne virkning. Mest tilfredsstillende har vist sig at være anvendelse af bugserfartøjer (slæbere), der ikke bevæger sig fremad ved hjul eller skrue, men ved, at et på kanalens bund ved begge ender af kanalafdelingen fastgjort ståltrådstov eller kæde føres over en på bugserbåden anbragt skive eller tromle, der sættes i bevægelse enten ved en motor om bord i bugserbåden, som modtager den fornødne elektriske strøm gennem en kontaktvogn, der ved bredden bevæger sig langs et her udspændt elektrisk kabel. Bugserfartøjerne, enten de bevæges ved hjul, skrue, tov eller kæde, slæber efter sig eller skyder foran sig en hel konvoj af fartøjer, ofte 6 à 8 eller flere ad gangen.
Udgifterne til varernes transport afhænger i væsentlig grad af omkostningerne ved fartøjernes befordring, og denne vokser omtrentlig proportionalt med kvadratet på den hastighed, hvormed bevægelsen skal ske. Det er derfor en selvfølge, at hastigheden, hvormed skibene kommer til at bevæge sig på kanalen, holdes forholdsvis ringe, hvortil yderligere kommer, at en stor hastighed let ville fremkalde så megen uro i vandet, at skråningerne ødelægges. Oftest er hastigheden 0,5—1,0 m pr sek., og overskrides denne hastighed ikke, vil transport på kanaler kunne blive billigere end transport på jernbaner, dog er det indlysende, at kanaltransport kun kan benyttes til varer, der kan tåle den langsomme transport, og navnlig til gods, der forsendes i store masser, så som kul, jern, malm, teglsten, korn, tømmer og lignende.

### Kanalhavne
Ved skibsfartskanaler findes ofte havne, de såkaldte kanalhavne, hvor de på kanalen trafikerende skibe kan losse og indlade varer.

## Historie
Kanalanlæg forbindes med de tidligste højkulturer og har betydning endnu i det 21. århundrede.

### Oldtiden
De ældste kendte kanaler var vandingskanaler i Mesopotamien ca. 4.000 f.Kr., i hvad der nu er Irak og Syrien.

 For ca. 3000 år siden dukker qanat undergrunds brønd og kanalsystemet op i Iran.

Selv i 1968 kom 75% af Irans ferskvand fra qanat-systemerne. I Indus-dalen (ca. 2600 f.Kr.) havde man udviklet sofistikerede vandingssystemer og lagersystemer, herunder reservoirer bygget på Girnar i 3000 f.Kr. I Egypten kan kanaler dateres tilbage til mindst den tid Pepi 1. Meryre (regerede 2332-2283 f.Kr.), der lod bygge en kanal for at omgå Nilens katarakter nær Aswan.
I det gamle Kina blev store kanaler til flodtransport etableret så langt tilbage som De stridende staters tid (481-221 f.Kr.), den længste fra denne periode er Hong Gou (Vildgæssenes kanal), som ifølge den gamle historiker Sima Qian forbandt de gamle stater i Song, Zhang, Chen, Cai, Cao og Wei. Langt den længste kanal var Kejserkanalen i Kina, stadig den længste kanal i verden i dag, og den ældste bevarede. Den er 1.794 km lang og blev bygget til at bære kejser Yang Guang mellem Beijing og Hangzhou. Projektet begyndte i 605 og blev afsluttet i 609, selv om meget af arbejdet bestod i at kombinere ældre kanaler, den ældste del af kanalen eksisterende hvert fald siden 486 f.Kr.. Selv i sit smalleste byområder sektioner er den sjældent mindre end 30 meter bred.
Græske ingeniører var de første til at bruge sluser, hvorved de regulerede vandgennemstrømningen i den gamle Suez-kanal så tidligt som det 3. århundrede f.Kr.

### Middelalderen
I middelalderen var vandtransport billigere og hurtigere end transport over land med mange henseender. Enhver landtransport skete med af dyr drevne køretøjer mellem de bosatte områder, men dårlige veje krævede pakdyr, som regel for muldyr til at bære varer, og mens et muldyr kunne bære otte ton???, var det også nødvendigt med kuske for at passe det og én mand kunne højst klare måske fem muldyr, hvilket betyder, at landtransport også var dyr, idet kuskene kostede modydelser i form af løn, kost og logi. Dette var fordi langdistancevejene ikke var brolagte, oftere end ikke brede nok til vogne og i dårlig stand gennem store skovområder tilbøjelige til at undgå sumpede eller mudrede områder. På den tid kunne større mængder af varer og råvarer transporteres med skib langt mere økonomisk end ved rejse over land. Den første kunstige kanal i det kristne Europa var Fossa Carolina bygget i slutningen af det 8. århundrede under personlig overvågning af Karl den Store.
I Storbritannien menes Glastonbury-kanalen at være den første efter-romerske kanal og bygget omkring midten af det 10. århundrede for at forbinde floden Brue på Northover med Glastonbury Abbey, med en længde på omkring 1,75 kilometer. Dens oprindelige formål menes at være transport af byggesten til klosteret, men senere blev den brugt til at levere produkter, herunder korn, vin og fisk fra klosterets afsides liggende besiddelser. Kanalen forblev i brug indtil mindst det 14. århundrede, men muligvis så sent som i midten af det 16. århundrede.
Mere varige og med økonomiske konsekvenser blev kanaler som Naviglio Grande bygget mellem 1127 og 1257 for at forbinde Milano med Ticino-floden. Naviglio Grande er den vigtigste af Lombardiets "Navigli" og den ældste fungerende kanal i Europa.
Senere blev kanaler bygget i Nederlandene og Flandern at dræne koge og bistå transport af varer.
Kanalbygning blev genoplivet på grund af kommerciel ekspansion fra det 12. århundrede. Flodsejlads blev gradvist forbedret ved brug af enkelte, eller kombinerede sluser. For at få både gennem sluserne måtte bruges store mængder vand, hvilket førte til konflikter med vandmølleejere, og at rette op på dette kunne først ske, da kammerslusen blev udviklet først i det 10. århundrede i Kina og i Europa i 1373 i Vreeswijk i Holland. En anden vigtig udvikling var en dobbelt sluseport, som blev, formodes det, indført i Italien af Bertola da Novate i det 16. århundrede. Dette gav bredere porte og fjernede også højdebegrænsningen ved løfteporte.
Den første kanal, der overvandt et vandskel i Europa, var Stecknitzkanalen i Holsten i 1398.

### Tidlig moderne tid (ca. 1500-1800)
Under merkantilismen blev der i Europa bygget en lang række kanaler, oftest for at forbinde sejlbare floder indbyrdes, således anlagdes i 1604 en kanal mellem Seine og Loire, Canal de Briare, i Frankrig. I 1681 anlagdes Canal du Midi som forbindelse mellem Middelhavet og Atlanterhavet. 1662-1668 lod kurfyrste Frederik Vilhelm den Store af Brandenburg-Preussen anlægge Friedrich-Wilhelm-kanalen, 23 km lang, mellem Spree og Oder. På grænsen mellem Slesvig og Holsten anlagdes Ejderkanalen.
Det moderne kanalsystem var primært et produkt af 1700-tallet og begyndelsen af 1800-tallet. Det blev til, fordi den industrielle revolution (som begyndte i Storbritannien i midten af 1700-tallet) krævede en økonomisk og pålidelig måde at transportere varer og råvarer i store mængder. I perioden fra omkring 1770 til 1830 blev der etableret en lang række kanaler i Storbritannien til at transportere varer rundt i landet, som en del af den industrielle revolution. Hele systemet er over 6.400 km langt.

### Nyere tid
I 1800-tallet og begyndelsen af 1900-tallet byggedes flere kanaler af betydning for den internationale sejlads: Suez-kanalen, Panamakanalen med flere, desuden talrige kanaler af betydning for sejladsen i enkelte lande.

## Danske kanaler
Den ældste kanal i Danmark er Kanhavekanalen, der gennemskærer Samsø.
I Danmark har de sejlbare kanaler primært været brugt til at lette adgangen til havne:
1. kanalen fra Næstved til Karrebæksminde og
2. Odense Kanal.

Enkelte steder har kanaler være brugt til at forkorte afstanden, som skibe skulle tilbagelægge. Kanaler til egentlig varetransport er der kun få af i Danmarkshistorien: en markant er Esrum Kanal.

## Udenlandske kanaler
I udlandet derimod har man en lang tradition for varetransport på de indre vandveje, såvel på floder som på kanaler. En varetransport som stadig foregår og til stadighed udbygges.